# Dicraeus longisurstylus
Dicraeus longisurstylus är en tvåvingeart som beskrevs av Ismay 1984. Dicraeus longisurstylus ingår i släktet Dicraeus och familjen fritflugor. Inga underarter finns listade i Catalogue of Life.